# Plisjtja
Plisjtja (ryska: Плища) är ett vattendrag i Belarus.   Det ligger i voblasten Hrodna voblast, i den västra delen av landet, 220 km väster om huvudstaden Minsk.
I omgivningarna runt Plisjtja växer i huvudsak blandskog. Runt Plisjtja är det ganska tätbefolkat, med 65 invånare per kvadratkilometer.